# Miltochrista cinnabarina
Miltochrista cinnabarina là một loài bướm đêm thuộc phân họ Arctiinae, họ Erebidae.